# 零宽空格
零宽空格（英語：zero-width space, ）是一种不可打印的Unicode字符，用于可能需要换行处。

## 用法
在HTML頁面中，零宽空格可以替代<wbr>。但是在一些网页浏览器（例如 Internet Explorer的版本6或以下）不支援零宽空格的功能。

### 示例
以下示例中，相邻两个不同的单词之间夹有一个零宽空格。

LoremIpsumDolorSitAmetConsecteturAdipiscingElitSedDoEiusmodTemporIncididuntUtLaboreEtDoloreMagnaAliquaUtEnimAdMinimVeniamQuisNostrudExercitationUllamcoLaborisNisiUtAliquipExEaCommodoConsequatDuisAuteIrureDolorInReprehenderitInVoluptateVelitEsseCillumDoloreEuFugiatNullaPariaturExcepteurSintOccaecatCupidatatNonProidentSuntInCulpaQuiOfficiaDeseruntMollitAnimIdEstLaborum

而下列示例中的单词之间没有零宽空格。

LoremIpsumDolorSitAmetConsecteturAdipiscingElitSedDoEiusmodTemporIncididuntUtLaboreEtDoloreMagnaAliquaUtEnimAdMinimVeniamQuisNostrudExercitationUllamcoLaborisNisiUtAliquipExEaCommodoConsequatDuisAuteIrureDolorInReprehenderitInVoluptateVelitEsseCillumDoloreEuFugiatNullaPariaturExcepteurSintOccaecatCupidatatNonProidentSuntInCulpaQuiOfficiaDeseruntMollitAnimIdEstLaborum

通常，零宽空格不会显示出来，但是有些软件（如QQ）可以显示。

## 編碼
在Unicode中，該字元為U+200B  零寬空格 ，HTML：&#8203;。在TeX是\hskip0pt；在LaTeX中是\hspace{0pt}；在groff是\:。
在HTML裡的實作類似於軟連字符。

### 引用
1. ↑  .   [2009-12-03]. 原始内容存档于2010-12-14.
2. ↑   (PDF).   [2013-07-20]. （原始内容存档 (PDF)于2018-07-12）.
3. ↑   (PDF).   [2014-02-08]. （原始内容 (PDF)存档于2013-05-12）.
4. ↑  .   [2014-02-08]. （原始内容存档于2021-03-03）.

### 文獻
- The Unicode Consortium, "Special Areas and Format Characters" (Chapter 16), The Unicode Standard, Version 5.2 full text （页面存档备份，存于）
- Victor Henry Mair, Yongquan Liu, Characters and computers, IOS Press, 1991